# Nazionale di ginnastica ritmica dell'Italia
La nazionale di ginnastica ritmica dell'Italia è la squadra nazionale di ginnastica ritmica che rappresenta l'Italia a livello internazionale; è gestita dalla Federazione Ginnastica d'Italia.

## Squadra nazionale d'insieme
La squadra nazionale della ginnastica ritmica italiana consiste in un gruppo formato da dieci ginnaste (cinque titolari e cinque riserve) che prende parte a competizioni internazionali tra cui coppe del mondo, campionati europei, campionati mondiali e giochi olimpici. Sia le ginnaste individualiste sia le squadre junior e senior sono poste sotto la giurisdizione della Federazione Ginnastica d'Italia (FGI). Le ginnaste della squadra nazionale si allenano, durante la stagione invernale, al Centro Tecnico Federale di Desio, mentre nel periodo estivo il ritiro si svolge a Follonica. Le ginnaste della squadra nazionale, vestono i colori del Gruppo Sportivo
La sezione italiana di squadra (insieme) è stata creata intorno al 1960, quando vennero istituite le prime gare a squadre nel corso delle competizioni internazionali. Con l'esordio olimpico nel 1996 la prima allenatrice fu Maria Rosa Rosato, seguita da Anna Miglietta e quindi da Amalia Tinto, sostituita da Emanuela Maccarani sempre nel 1996. 
Dal 2004, in seguito alla conquista del loro primo argento olimpico, le componenti della squadra italiana hanno ricevuto il soprannome “Farfalle”. L'origine del soprannome è da attribuire al giornalista Giovanni Arpino, che dopo aver assistito a un allenamento della squadra a Torino, il 12 giugno 1969 scrisse su La Stampa "[...] hanno la stessa spinta, lo stesso entusiasmo e la virtù di sapersi sacrificare in silenzio per diventare, in soli tre minuti e mezzo, qualcosa che sta tra la farfalla e l'atleta". La successiva apparizione del soprannome "Farfalle" sembra trovarsi nell'articolo del 29 agosto 2004 di Concita De Gregorio per Repubblica.
Nel Ottobre 2022 la Maccarani viene accusata da due ex atlete, Anna Basta e Nina Corradini, di abusi. La giustizia federale ammonì solamente la Maccarani e prosciolse la sua assistente Olga Tishina, mentre in quella ordinaria il tribunale di Monza ha recentemente imposto alla Procura di chiedere il rinvio a giudizio per maltrattamenti. “Al processo avremo un sacco di cose da dire”, taglia corto Marco Buccianti. Dopo l'assoluzione nel 2023 nel processo sportivo, è stata rimandata a giudizio per maltrattamenti nel marzo 2025. Il 26 Marzo 2025 viene licenziata. Nella nota della Federazione, il neo presidente Andrea Facci parla di “[...] ciclo esaurito. Ringraziamo Emanuela per i grandi risultati ottenuti, ma adesso guardiamo al futuro”. Sottolineando che la decisione “è stata presa a prescindere dalle note vicende”.

## Individualiste
Le individualiste hanno esordito per la prima volta in campo internazionale nel 1975, con il debutto olimpico nel 1984. Ad aver conquistato più titoli italiani assoluti prima del 2018 sono state: Marina Odorici, Giulia Staccioli, Laura Zacchilli, Julieta Cantaluppi e Veronica Bertolini, poi ritiratesi dalle competizioni.
Nel 2018, Milena Baldassarri e Alexandra Agiurgiuculese (ginnaste juniores fino al 2017) si sono confermate le migliori ginnaste italiane assolute, conquistando anche importanti titoli a livello mondiale. 
Julieta Cantaluppi è stata la prima individualista della storia italiana a vincere una medaglia d'oro ai Giochi del Mediterraneo (Pescara 2009), mentre a vincere una medaglia d'argento alle Universiadi (Napoli 2019) è stata Alessia Russo, ora nella squadra d'insieme. 
Milena Baldassarri è la prima ginnasta italiana ad aver conquistato una medaglia d'argento a un campionato mondiale (Campionati mondiali di ginnastica ritmica 2018). 
Nel 2022 Sofia Raffaeli ha vinto il titolo mondiale assoluto ai Campionati mondiali di ginnastica Ritmica 2022, vincendo anche 3 ori e 1 bronzo alle finali per attrezzo, prima volta per una individualista italiana, e nel 2023 è vice campionessa del mondo. Nel 2024 Sofia Raffaeli ha vinto il bronzo olimpico alle olimpiadi di Parigi 2024, prima individualista a vincere una medaglia olimpica.

## Palmarès
|                     | Oro | Argento | Bronzo | Totale |
| ------------------- | --- | ------- | ------ | ------ |
| Olimpiadi           | -   | 1       | 3      | 4      |
| Preolimpica         | -   | 1       | 1      | 2      |
| Campionati mondiali | 9   | 21      | 6      | 36     |
| Campionati europei  | 2   | 9       | 9      | 20     |
| World Cup           | ?   | ?       | ?      | 95     |
| Totale              | ?   | ?       | ?      | 148    |

## Galleria d'immagini

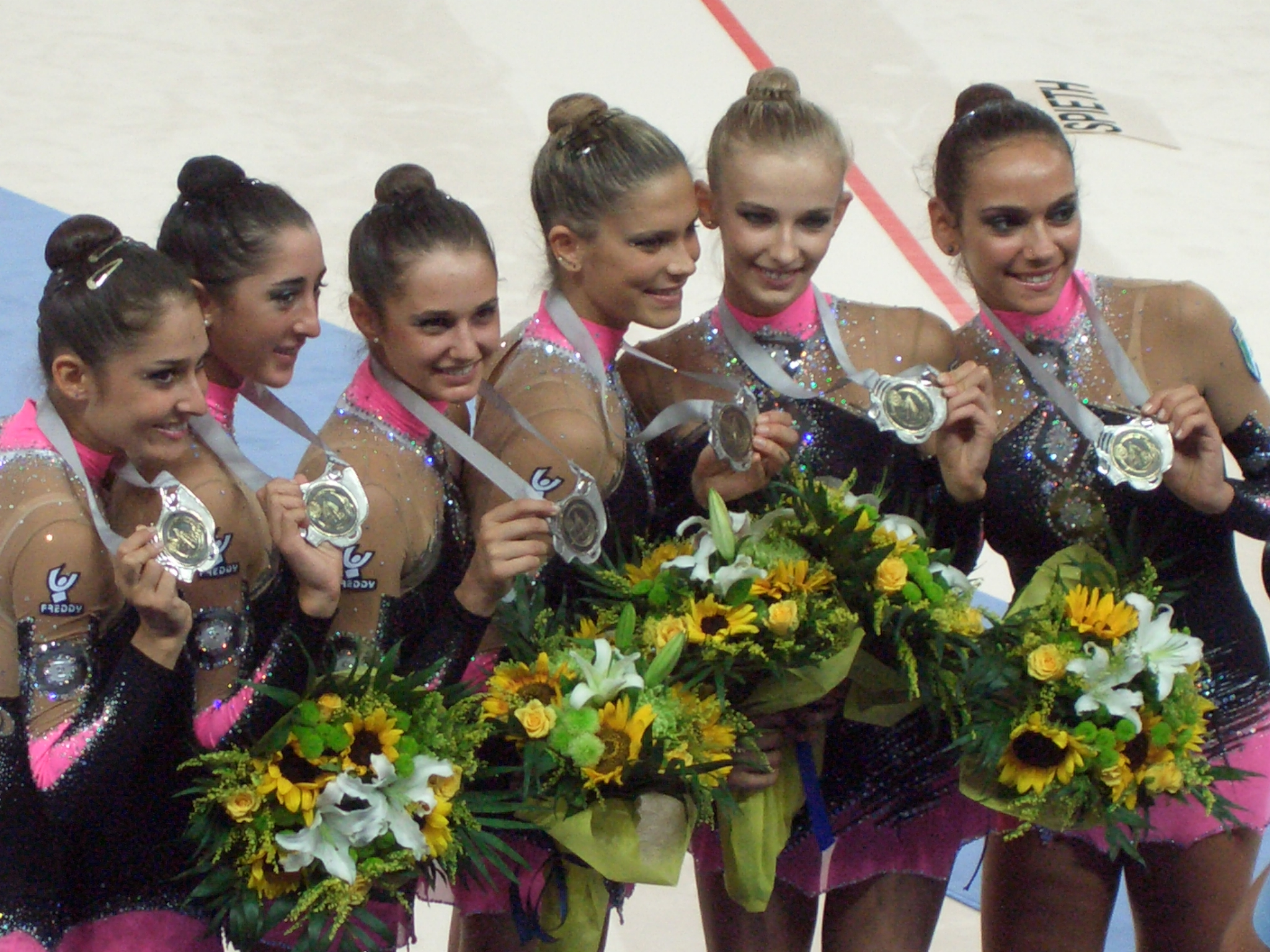
Argento nel concorso generale ai mondiali di Patrasso, 2007
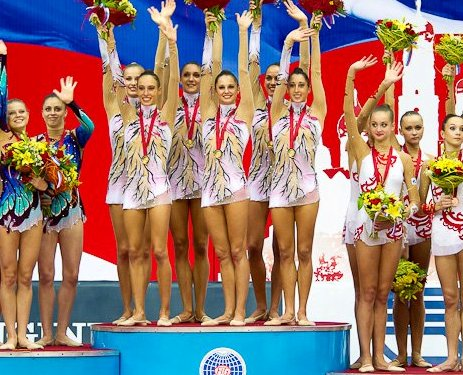
Oro nel concorso generale ai mondiali 2010, Mosca

## Le rose

### Giochi Olimpici
Los Angeles 1984Cristina Cimino (individuale), Giulia Staccioli (individuale)
Seul 1988Michaela Imperatori (individuale), Giulia Staccioli (individuale)
Barcellona 1992Samantha Ferrari (individuale), Irene Germini (individuale)
Atlanta 1996Irene Germini (individuale), Katia Pietrosanti (individuale), Manuela Bocchini, Valentina Marino, Sara Papi, Sara Pinciroli, Valentina Rovetta, Nicoletta Tinti, DTN: Amalia Tinto
Sydney 2000Susanna Marchesi (individuale), Elena Amato, Eva D'Amore, Silvia Gregorini, Noemi Iezzi, Roberta Lucentini, Arianna Rusca, DTN: Emanuela Maccarani
Atene 2004Laura Zacchilli (individuale), Elisa Blanchi, Fabrizia D'Ottavio, Marinella Falca, Daniela Masseroni, Elisa Santoni, Laura Vernizzi, DTN: Emanuela Maccarani
Pechino 2008Elisa Blanchi, Fabrizia D'Ottavio, Marinella Falca, Daniela Masseroni, Elisa Santoni, Anželika Savrajuk, DTN: Emanuela Maccarani
Londra 2012Julieta Cantaluppi (individuale), Elisa Blanchi, Romina Laurito, Marta Pagnini, Elisa Santoni, Anželika Savrajuk, Andreea Stefanescu, DTN: Emanuela Maccarani
Rio de Janeiro 2016Veronica Bertolini (individuale), Martina Centofanti, Sofia Lodi, Alessia Maurelli, Marta Pagnini, Camilla Patriarca, DTN: Emanuela Maccarani
Tokyo 2020Milena Baldassarri (individuale), Alexandra Agiurgiuculese (individuale), Alessia Maurelli, Martina Centofanti, Martina Santandrea, Agnese Duranti, Daniela Mogurean, DTN: Emanuela Maccarani
Parigi 2024Milena Baldassarri (individuale), Sofia Raffaeli (individuale), Alessia Maurelli, Martina Centofanti, Agnese Duranti, Daniela Mogurean, Laura Paris, DTN: Emanuela Maccarani

### Campionati del mondo
| Edizione         | Ginnaste individuali                                                          | Ginnaste squadra                                                                                               |
| ---------------- | ----------------------------------------------------------------------------- | --- |
| Madrid 2001      | Laura Zacchilli · Susanna Marchesi · Daniela Masseroni · Laura Vernizzi       | Gara non presente                                                                                              |
| New Orleans 2002 | Gara non presente                                                             | Francesca Cugurra · Laura Solari · Pamela Mastroianni · Elisa Santoni · Elisa Blanchi · Marinella Falca        |
| Budapest 2003    | Susanna Marchesi · Laura Zacchilli                                            | Daniela Masseroni · Francesca Pasinetti · Pamela Mastroianni · Elisa Santoni · Elisa Blanchi · Marinella Falca |
| Baku 2005        | Julieta Cantaluppi · Romina Laurito · Beatrice Zancanaro · Paola Bianchetti   | Elisa Santoni · Elisa Blanchi · Fabrizia D'Ottavio · Daniela Masseroni · Laura Vernizzi · Marinella Falca      |
| Patrasso 2007    | Julieta Cantaluppi · Romina Laurito · Beatrice Zancanaro                      | Fabrizia D'Ottavio · Daniela Masseroni · Anželika Savrajuk · Elisa Santoni · Elisa Blanchi · Marinella Falca   |
| Ise 2009         | Julieta Cantaluppi · Chiara Ianni · Federica Febbo · Andreea Stefanescu       | Elisa Santoni · Elisa Blanchi · Daniela Masseroni · Anželika Savrajuk · Romina Laurito · Giulia Galtarossa     |
| Mosca 2010       | Julieta Cantaluppi · Martina Alicata Terranova · Federica Febbo               | Elisa Santoni · Elisa Blanchi · Anželika Savrajuk · Romina Laurito · Daniela Masseroni · Giulia Galtarossa     |
| Montpellier 2011 | Julieta Cantaluppi · Federica Febbo · Alessia Marchetto                       | Elisa Santoni · Elisa Blanchi · Anželika Savrajuk · Romina Laurito · Andreea Stefanescu · Marta Pagnini        |
| Kiev 2013        | Veronica Bertolini · Alessia Russo                                            | Marta Pagnini · Andreea Stefanescu · Chiara Ianni · Camilla Bini · Camilla Patriarca · Valeria Schiavi         |
| Smirne 2014      | Veronica Bertolini · Alessia Russo · Giulia Di Luca · Carmen Crescenzi        | Marta Pagnini · Andreea Stefanescu · Sofia Lodi · Alessia Maurelli · Camilla Patriarca · Arianna Facchinetti   |
| Stoccarda 2015   | Veronica Bertolini Alessia Russo · Carmen Crescenzi · Letizia Cicconcelli     | Marta Pagnini · Andreea Stefanescu · Sofia Lodi · Alessia Maurelli · Camilla Patriarca · Martina Centofanti    |
| Pesaro 2017      | Alexandra Agiurgiuculese · Milena Baldassarri                                 | Alessia Maurelli · Martina Centofanti · Anna Basta · Martina Santandrea · Agnese Duranti · Beatrice Tornatore  |
| Sofia 2018       | Alexandra Agiurgiuculese · Milena Baldassarri · Alessia Russo                 | Alessia Maurelli · Martina Centofanti · Anna Basta · Martina Santandrea · Agnese Duranti · Letizia Cicconcelli |
| Baku 2019        | Alexandra Agiurgiuculese · Milena Baldassarri · Alessia Russo · Sofia Maffeis | Alessia Maurelli · Martina Centofanti · Anna Basta · Martina Santandrea · Agnese Duranti · Letizia Cicconcelli |
| Mosca 2019       | Sofia Raffaeli                                                                | Vittoria Quoiani · Alessia Leone · Serena Ottaviani · Siria Cella · Giulia Segatori · Alexandra Naclerio       |
| Kitakyushu 2021  | Milena Baldassarri · Alexandra Agiurgiuculese · Sofia Raffaeli                | Alessia Maurelli · Martina Centofanti · Martina Santandrea · Agnese Duranti · Daniela Mogurean                 |
| Sofia 2022       | Milena Baldassarri · Sofia Raffaeli                                           | Alessia Maurelli · Martina Centofanti · Martina Santandrea · Agnese Duranti · Daniela Mogurean · Laura Paris   |

### Campionati europei
| Edizione             | Ginnaste individuali                                           | Ginnaste squadra                                                                                                 | Ginnaste individuali Junior                                                     | Ginnaste squadra Junior                                                                                            |
| -------------------- | -------------------------------------------------------------- | --- | ------------------------------------------------------------------------------- | --- |
| Saragozza 2000       | Laura Zacchilli · Susanna Marchesi                             | |                                                                                 | |
| Ginevra 2001         | Susanna Marchesi · Daniela Masseroni                           | Francesca Cugurra · Eva D'Amore · Pamela Mastroianni · Silvia Gregorini · Elena Amato · Linda Bollo              |                                                                                 | |
| Granada 2002         | Susanna Marchesi · Laura Zacchilli · Desirè Pagliaccia         | |                                                                                 | |
| Riesa 2003           | Julieta Cantaluppi · Romina Laurito · Beatrice Zancanaro       | Francesca Cugurra · Daniela Masseroni · Pamela Mastroianni · Elisa Santoni · Elisa Blanchi · Francesca Pasinetti |                                                                                 | |
| Kiev 2004            | Julieta Cantaluppi · Susanna Marchesi · Laura Zacchilli        | |                                                                                 | |
| Mosca 2005           | Julieta Cantaluppi · Romina Laurito · Beatrice Zancanaro       | |                                                                                 | Olga Sganzerla · Silvia Ravasio · Eleonora Ferraiuolo · Francesca Fazzari · Silvia De Ponti · Paola Colzani        |
| Mosca 2006           | Romina Laurito                                                 | Elisa Santoni · Elisa Blanchi · Fabrizia D'Ottavio · Marinella Falca · Francesca Pasinetti · Matilde Spinelli    | Chiara Ianni · Martina Alicata Terranova · Olga Sganzerla                       | |
| Baku 2007            | Julieta Cantaluppi · Beatrice Zancanaro                        | |                                                                                 | Federica Antinucci · Carlotta Colombo · Paola Franzini · Alice Galli · Valentina Plozzer · Margherita Zucca        |
| Torino 2008          | Julieta Cantaluppi                                             | Elisa Santoni · Elisa Blanchi · Fabrizia D'Ottavio · Daniela Masseroni · Marinella Falca · Anželika Savrajuk     | Federica Febbo · Camilla Bini · Alessia Marchetto                               | |
| Baku 2009            | Julieta Cantaluppi · Chiara Ianni · Federica Febbo             | |                                                                                 | |
| Brema 2010           | Julieta Cantaluppi · Martina Alicata Terranova                 | Elisa Santoni · Elisa Blanchi · Anželika Savrajuk · Romina Laurito · Daniela Masseroni · Giulia Galtarossa       | Chiara Di Battista · Giulia Pala · Veronica Bertolini                           | |
| Minsk 2011           | Julieta Cantaluppi · Federica Febbo                            | |                                                                                 | Chiara Di Battista · Alessia Russo · Carmen Crescenzi · Francesca Medoro · Alessia Medoro · Valentina Savastio     |
| Nižnij Novgorod 2012 | Julieta Cantaluppi                                             | Elisa Santoni · Elisa Blanchi · Anželika Savrajuk · Romina Laurito · Marta Pagnini · Andreea Stefanescu          | Carmen Crescenzi · Sofia Lodi · Greta Merlo                                     | |
| Vienna 2013          | Veronica Bertolini · Federica Febbo                            | |                                                                                 | Letizia Cicconcelli · Martina Centofanti · Cecilia Meriggiola · Giulia Muscolino · Aurora Peluzzi · Maria Vilucchi |
| Baku 2014            |                                                                | Marta Pagnini · Andreea Stefanescu · Camilla Patriarca · Sofia Lodi · Valeria Schiavi · Alessia Maurelli         | Maria Vilucchi · Ginevra Fiore Parrini · Letizia Cicconcelli · Arianna Malavasi | |
| Minsk 2015           | Veronica Bertolini · Alessia Russo                             | |                                                                                 | Agnese Duranti · Anna Basta · Lavinia Muccini · Daniela Mogurean · Milena Baldassarri · Antonietta Bajraktari      |
| Holon 2016           | Veronica Bertolini · Alessia Russo                             | Marta Pagnini · Andreea Stefanescu · Camilla Patriarca · Sofia Lodi · Martina Centofanti · Alessia Maurelli      | Alexandra Agiurgiuculese · Milena Baldassarri                                   | |
| Budapest 2017        | Alexandra Agiurgiuculese · Milena Baldassarri · Alessia Russo  | |                                                                                 | Francesca Pellegrini · Annapaola Cantatore · Nina Corradini · Melissa Girelli · Talisa Torretti · Rebecca Vinti    |
| Guadalajara 2018     | Alexandra Agiurgiuculese · Milena Baldassarri                  | Alessia Maurelli · Martina Centofanti · Agnese Duranti · Martina Santandrea · Letizia Cicconcelli · Anna Basta   | Talisa Torretti · Eva Gherardi · Sofia Raffaeli · Annapaola Cantatore           | |
| Baku 2019            | Alexandra Agiurgiuculese · Milena Baldassarri                  | |                                                                                 | Siria Cella · Alexandra Naclerio · Giulia Segatori · Simona Villella · Serena Ottaviani · Vittoria Quoiani         |
| Kiev 2020            | -                                                              | - | -                                                                               | - |
| Varna 2021           | Alexandra Agiurgiuculese · Sofia Raffaeli                      | Martina Centofanti · Agnese Duranti · Alessia Maurelli · Daniela Mogurean · Martina Santandrea                   |                                                                                 | Chiara Badii · Alice Capozucco · Lorjen D'Ambrogio · Martina Lamberti · Gaia Pozzi · Viola Sella;                  |
| Tel Aviv 2022        | Milena Baldassarri · Sofia Raffaeli                            | Martina Centofanti · Alessia Maurelli · Martina Santandrea · Agnese Duranti · Daniela Mogurean · Laura Paris     | Tara Dragas · Alice Taglietti                                                   | |
| Baku 2023            | Milena Baldassarri · Sofia Raffaeli · Alexandra Agiurgiuculese | Martina Centofanti · Alessia Maurelli · Alessia Russo · Agnese Duranti · Daniela Mogurean · Laura Paris          |                                                                                 | Virginia Cuttini, Gaia D’Antona, Cristina Ventura, Elisa Dobrovolska, Caterina Maltoni, Bianca Vignozzi            |
| Sofia 2024           | Milena Baldassarri · Sofia Raffaeli · Tara Dragas              | Martina Centofanti · Alessia Maurelli · Alessia Russo · Agnese Duranti · Daniela Mogurean · Laura Paris          |                                                                                 | Ludovica Platoni, Anna Piergentili, Margherita Fucci, Carlotta Fulignati                                           |